# Дайле (ансамбль танца)
«Дайле», государственный ансамбль танца Латвийской ССР (Daile, 1 апреля 1968 года, Рига, Латвийская ССР — ноябрь 1997 года, Рига, Латвийская республика) — единственный в республике профессиональный ансамбль сценического народного танца, заслуженный коллектив Латвийской ССР, лауреат международных фестивалей и смотров.

## Предыстория
Латышский народный танец, хотя и имел корни в столетиях, начал развиваться только в XX веке, и первоначально его описывали музыковеды и энтузиасты, среди которых не было профессионалов. Первые кружки народных танцев образовались во времена первой буржуазной республики. В 1937 году прошёл первый Вселатвийский праздник гимнастики и народного танца айзсаргов. Однако самостоятельной отраслью художественной самодеятельности и сценического искусства танец стал только после утверждения советской власти в Латвии, считает хореограф и мастер латышского народного танца Эгилс Полис.
Инициатором этого движения была руководитель танцевального кружка при Рижском дворце пионеров Милда Ласмане, которая начала подбор репертуара в 1940./ 41. учебном году. Быстрый рост количества и популярности кружков начался после Великой Отечественной войны, когда также начали проводиться и смотры коллективов. В 1946 году в Латвийской ССР работало 198 танцевальных кружков, был создан и первый профессиональный ансамбль музыки и танцев, в котором поначалу были солисты и группа из 4 пар. Однако в то время в республике не было ни одного профессионального руководителя кружков народных танцев или хореографа. Коллективами руководили учителя физкультуры или талантливые танцоры, выходцы из более крупных и опытных кружков.
Kачественным этапом стал Вселатвийский праздник песни 1948 года, на котором впервые было предусмотрено массовое выступление танцоров. Для него требовались кружки, где не менее 8 пар. Количество коллективов в 1947 году уменьшилось с 398 до 344 в 1948 году, а количество их участников возросло с 4 до 5 тысяч. Репертуар лучше всего освоили сельские коллективы. К Празднику готовились 9 кружков со 144 участниками из Айзпутского уезда, 8 со 122 участниками из Тукумского, 7 со 124 участниками из Лиепаи и уезда и т. д. В смотре Праздника участвовали 37 коллективов и 592 танцора, но именно перечисленные выше стали победителями. Их репертуар базировался на вариантах народных танцев, которые подготовили первые досоветские хореографы Я.Ринка, Я.Осис, Я. Стумбрис, которые публиковали лишь один, наиболее приближённый к традиции танец, из чего создалось устойчивое мнение, что его нельзя видоизменять и обогащать. При этом собиратель латышского фольклора Эмиль Мелнгайлис и составитель предисловия к его сборнику «Латышский танец» Н. Гринфельд указывали, что в латышском народном танце гораздо больше фантазии, душевного порыва, чем считают приверженцы мнения о нем как закостенелом явлении, которому место в этнографическом музее.
М. Ласмане, Х. Суна, А. Донас первыми создали новые народные танцы к Празднику песни и танца 1950 года, и настолько удачно, что народ принял их за фольклорные. С этого времени к латышскому народному танцу добавился новый жанр — латышский танец в художественной самодеятельности, где исполнялись также танцы других народов. Началась дифференциация танцоров по группам (детские, юношеские, молодежные, группы для пожилых людей), количество которых ежегодно росло. В танцевальной части Праздников песни и танца участвовали:
- 1948 год — 85 коллективов и 1364 человека;
- 1949 год — 136 коллективов и 2128 человека;
- 1950 год — 509 коллективов и 6,5 тысяч человек.

В 1958 году в Латвии появился первый профессиональный танцевальный ансамбль «Сакта», в штате которого было 10 пар. В 1963 году этот ансамбль был ликвидирован. Тем временем уровень самодеятельных коллективов вырос настолько, что в 1960-е годы в рамках Вселатвийского праздника песни и танца стали устраиваться отдельные танцевальные концерты на стадионе, а ряд коллективов получил звание Народных. При этом их руководители, как правило, не имели профессионального образования, а единственным теоретиком народного танца оставался Харий Суна. Специалистов со средним специальным образованием для руководства танцевальными коллективами стал готовить Рижский техникум работников культуры и образования, выпускавший ежегодно лишь 8-10 профессионалов. Сценический танец оставался типичным жанром художественной самодеятельности, хотя уровень некоторых коллективов («Vektors», «Liesma», «Данцис») вырос до высокого профессионализма. Возникла необходимость создания полноценного профессионального коллектива, каким и стал «Дайле».

## Создание и принципы
Ансамбль был создан при Государственной филармонии Латвийской ССР 1 апреля 1968 года. Его руководителем стал закончивший сценическую карьеру артист Латвийского театра оперы и балета Улдис Жагата — хореограф с большим опытом работы в народном танце и в руководстве таким именитым коллективом самодеятельности, как ансамбль «Данцис» Латвийского государственного университета. На эту должность он согласился не сразу: министр культуры Владимир Каупуж и руководитель Латвийской государственной филармонии Филипп Швейник уговаривали его год. Начало работы было трудным: сложно было найти профессиональных танцовщиков, добиться истинно сценической виртуозности исполнения.
Жагата и его помощница, репетитор Мара Баяре объявили конкурсный набор в ансамбль, на который заявилось в 5 раз больше претендентов, чем имелось штатных мест. В результате были отобраны 36 танцовщиков 18-20 лет, по 18 юношей и девушек, преимущественно из коллективов художественной самодеятельности. В состав ансамбля влились 4 пары танцовщиков, которые на момент создания «Дайле» работали в Филармонии и выступали с концертами как солисты. Поскольку ансамбль должен был выступать в сопровождении живой музыки, на работу были приняты также 18 музыкантов и 18 певцов, все в возрасте до 30 лет. Главным дирижёром стал Гунар Орделовскис, вторым дирижёром Юрис Клявиньш, хормейстером — Янис Линденберг. Таким образом сформировался коллектив из 90 человек.
Костюмы были изготовлены в мастерской Филармонии под руководством художника Мары Кангаре. Её задачей было придумать оригинальную одежду для каждого танца, чтобы создать во время концерта неповторимый рисунок представления и не дать артистам возможности перепутать один костюм с другим.
Тренировки ансамбля проходили в оборудованных под балетные классы помещениях в Старой Риге, на улице Марсталю, 2/4, ежедневно с 10 до 15.00 с репетитором. После 15.00 проходили репетиции танцев. Подготовительная работа и формирование репертуара заняли 10 месяцев.
Главной задачей ансамбля было представлять сценический латышский танец на высоком уровне. Образцом для него был Государственный ансамбль народного танца под руководством И. Моисеева. Интересно, что некоторые произведения латышских хореографов, в том числе У. Жагаты, были поставлены в этом именитом, известном на весь мир ансамбле.
Дебют ансамбля состоялся 1 января 1969 года на мероприятии в честь 50-летия установления Советской власти в Латвии, а 22 февраля прошёл первый концерт для публики в Большом зале Латвийской филармонии.
«Главный принцип работы коллектива — современность, необходимость танцевать, играть и петь современно, искать новые средства выражения и стилистические приёмы, — говорил У. Жагата. — Нельзя искусственно установить для себя рамки и танцевать только так, как было в начале XIX века. Латышский танец не сформировался в какой-то абстрактной „народной“ среде, он напитывался от разных соседних народов, на него влияли не только танцы других народов, но также их языки, музыка, пластическое искусство. Не латыши придумали основные шаги вальса или польки, но если мы сегодня от них откажемся, придётся списать далеко не один танец, зачисленный нами в золотой фонд латышской хореографии. Так же обстоит дело с ритмическими синкопами, новыми позами, движениями рук, соединениями. В своей хореографической работе я не хочу и умею ограничивать себя: только по-латышски и больше никак. Не хочу составлять слова и предложения только из букв, записанных сто лет назад, если их можно дополнить всем новым, что дают современная жизнь и искусство. У „Дайле“ есть свои выразительные средства, и фольклор в чистом виде не является сценическим представлением..»
Жагата и его единомышленники считали, что танец сохраняется и развивается через людей, через жизнь. В «Дайле» была разработана система тренировок танцовщиков, включавшая помимо танцевальных силовые и гимнастические упражнения. За 21 год работы Жагата поставил для ансамбля 15 авторских программ и около 200 новых танцев. Ему помогали балетные репетиторы Мара Баяре и Байба Екшиня, дирижёры Г. Орделовскис, Я. Григалис, М. Иванов, Айвар Клинденберг, художники по костюмам Мирдза Кангаре-Матуле и Ингмара Залите. Режиссёрами программ были Альфред Яунушанс, Петерис Луцис, Михаил Кублинский, Роберт Лигерс. Танцы для ансамбля ставили также ученики Жагаты Инта и Эгилс Полисы.
Под руководством Жагаты ансамбль приобрёл международное признание и получил звание заслуженного коллектива республики. Гастролировал по городам СССР и за рубежом (Франция, Швеция, Финляндия, Мексика, Чили, Венесуэла, Уругвай, Япония, Индия, Греция, Германия).

## Ликвидация ансамбля
После восстановления независимости Латвии начались тяжелые времена для работников культуры. Решением министра культуры Раймонда Паулса в 1993 году на должность директора филармонии была назначена М. Баумане, а штаты и бюджетная дотация «Дайле» были сокращены вдвое. С этого момента коллектив продолжил работать самостоятельно, сохраняя лишь формальное подчинение филармонии. За 3 года он дал 288 концертов, из которых 143 состоялись в Латвии и 145 за рубежом: в Португалии, Франции, Канаде, где были представлены 5 различных программ в трех танцевальных жанрах. Все они были рентабельными. И даже несмотря на то, что новое руководство филармонии продавало билеты на выступления ансамбля по цене от 50 сантимов до 1 лата, тогда как на концерты Национального симфонического оркестра втрое дороже, танцевальный коллектив приносил филармонии прибыль, а оркестр — убытки. Фактически в ноябре и декабре 1996 года это был единственный доходный коллектив в филармонии, указывал его директор Эдийс Пурмалис. «Не считаясь с нерентабельностью концертов, руководство филармонии продолжает их организовывать, продавая продукт, который не имеет спроса, — возмущался директор. — А убытки покрываются за счет снижения зарплаты артистов, которые даже не получают вознаграждения за концерты. Дошло до того, что зарплата танцовщиков „Дайле“ упала до 38-42 латов в месяц. Руководству не стыдно присваивать доходы от концертной деятельности ансамбля, покрывая убытки от содержания залов, автомашин, дирекции, не вкладывая ни сантима в создание новых программ. Мы создаем их только за счёт пожертвований спонсоров, которые за 3 года достигли 103 тысяч долларов. Филармония даже не платит авторские гонорары за оригинальные произведения хореографов. Предлагаемые новые правила распределения доходов предусматривают, что для сохранения ансамбля придётся давать по 20 концертов в месяц, что физически невозможно. Он и так концертировал больше других организаций филармонии: в 1996 году дал 50 концертов, тогда как Национальный симфонический оркестр — 38, камерный оркестр — 30, Академический хор „Латвия“ — 28… Р. Паулс говорит, что ансамбль „Дайле“ не нужен, так как в стране полно самодеятельных коллективов. Увы, это иллюзия: многие коллективы уже существуют только формально, на грани выживания. Никто не гарантирует, что они будут существовать и дальше. В этом отличие профессионального и любительского уровня. В Латвии сейчас нет такого спроса на народный танец, чтобы можно было существовать только за счет него. Поэтому, чтобы зарабатывать на народный танец, необходимо ставить танцы в других жанрах».
Руководство ансамбля в конце 1996 года подало в Министерство культуры план реорганизации, предусматривавший отделение «Дайле» от филармонии с сохранением причитающейся ему бюджетной целевой дотации и помещений. В течение 4 месяцев министерство не давало ответа на это предложение, а потом выступило с заявлением о ликвидации ансамбля. При поддержке ряда представителей творческой интеллигенции министерство заклеймило «Дайле» как просоветский и пропагандистский проект, созданный «для демонстрации расцвета латышской нации и её счастья в семье советских народов».
«Не происходит ликвидация „Дайле“ как творческого коллектива: он утрачивает привилегию быть на полном государственном обеспечении, — заявила поэтесса Мара Залите. — Утрачивает условия существования без конкурентов, роль фаворита. Государство предлагает поддержку конкретных творческих проектов, а не зарплатную ведомость». В подтверждение своей правоты она также приводила аргумент о том, что профессиональные ансамбли танца республике не нужны, так как она делает упор на этнографические танцы. Профессиональный хор «Латвия» тем не менее был сохранён. За ансамбль вступились народный поэт Латвии Имант Зиедонис, балетный критик Эрик Тивум, Рижская дума предложила софинансирование в размере 35 тысяч латов в год, однако Министерство своего решения не изменило, а в одиночку столичному самоуправлению было не потянуть ансамбль, тем более, что оно уже взяло на себя заботы о духовом оркестре «Рига» и камерном хоре «Аве сол».
«Сейчас есть 4 профессиональных оркестра, хоры… Toго, что больше нет профессионального ансамбля танца, я простить не могу. В середине 1990-х всем не хватало денег. Но кто пойдёт танцевать за 100 латов? Сейчас ни один миллионер не спустится со своих небес, чтобы поделиться с народным танцем и людьми, способными его нести. Посмотрите: Марис Янсонс весь мир сделал своим концертным залом! Наша проблема в себе. Не мне был нужен „Дайле“, но молодёжи, которая находится в „олимпийской форме“. Много мы грешим, что не думаем о своих. Сочувствую руководителям детских ансамблей „Дзинтариньш“ и „Зелта сиетиньш“. Они так много вкладывают в детей, развивают их способности, а где эти таланты потом могут найти себя?» — горько сетовал маэстро Жагата, создавший ансамбль с нуля.